# 天主教斯托本維爾教區
天主教斯托本維爾教區（拉丁語：Dioecesis Steubenvicensis）是美國一個羅馬天主教教區，屬辛辛那提總教區。成立於1944年10月21日。
範圍包括俄亥俄州東南部，教座位於斯托本維爾。2010年有教友38,593人（佔轄區總人口7.2%）、五十八個堂區、一百零一名司鐸。現任教區主教傑佛瑞·馬克·蒙福頓。